# Ángel Viadero Odriozola
Ángel Viadero Odriozola   (Santander, 3 de gener de 1969) és un entrenador de futbol espanyol que va dirigir el Club Lleida Esportiu entre el febrer de 2023 i el juny de 2024. Ha passat la major part de la seva carrera esportiva a Segona divisió B, dirigint tant el Real Racing Club de Santander com el seu filial, el Rayo Cantabria.

## Trajectòria
Viadero va començar la seva carrera com a entrenador al Rayo Cantabria, baixant dues vegades de Segona divisió B a Tercera divisió tot i que ambdues vegades guanyant de nou l'ascens. El juny del 2008 va fitxar per la Sociedad Deportiva Ponferradina amb un contracte d'un any, també a Tercera divisió. El febrer de 2009 Viadero va ser destituït de la Ponferradina, tot i que l'equip ocupava la tercera posició i, per tant, estava a les places de play-off d'ascens. Al mes de juliol va fitxar per la Sociedad Deportiva Eibar, però va ser substituït pel retornat Manix Mandiola a finals d'abril de 2010. Setmanes més tard va ser confirmat al Pontevedra Club de Fútbol per a la nova temporada, perdent set dels seus deu primers partits i la seva feina a l'octubre.
Després de portar a l'SD Noja a l'ascens i de consolidar-se a la tercera categoria, Viadero es va incorporar al Sestao River Club el juny de 2013. En la seva primera temporada al País Basc, l'equip va guanyar el seu grup però va ser eliminat al global per 3–2 pel Gimnàstic de Tarragona a les semifinals del play-off. Després de dues temporades completes al Burgos Club de Fútbol, va tornar al Racing, essent nomenat entrenador del primer equip, llavors a la Tercera divisió. Després de no assolir l'ascens a Segona divisió a causa d'una derrota per 4-1 davant del FC Barcelona B, Viadero va renovar per un segon any amb el Racing.
El 12 d'agost de 2019, Viadero va prendre les regnes del club marroquí Moghreb Athlétic de Tetouan. Va perdre la feina el 28 de febrer següent després de set partits sense guanyar. Encara al nord d'Àfrica, Viadero va ser contractat per la Unión Deportiva Melilla el 13 de gener de 2021, i va signar fins a final de temporada.
El 3 de febrer de 2023, després de més d'un any sense club, Viadero va ser nomenat entrenador del Lleida Esportiu fins a final de temporada. Va succeir a Toni Seligrat, que va marxar per a ser segon entrenador al València CF de la Primera divisió.